# Longitudinalbau

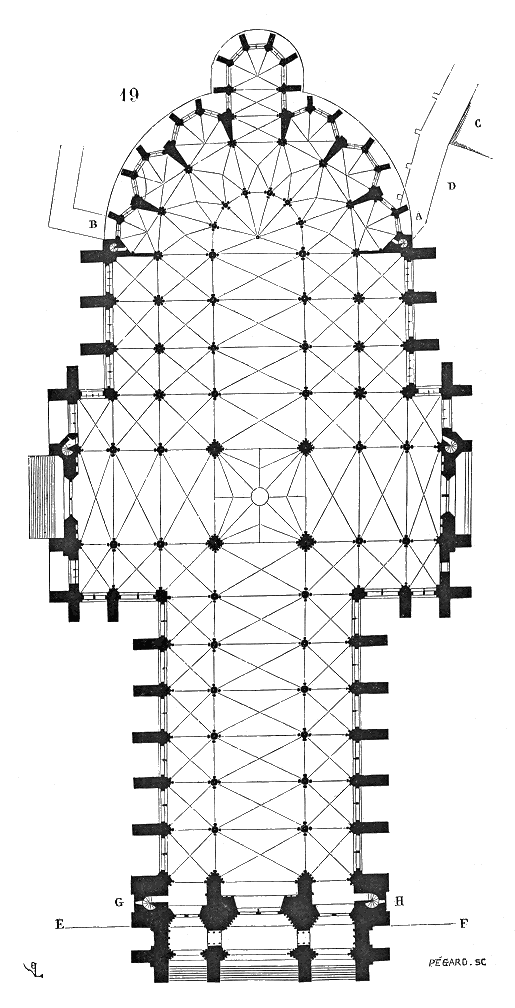
Grundriss einer Kathedrale im Longitudinalbau (Kathedrale von Amiens)

Ein Longitudinalbau (lat. longus = lang; longitudo = Länge) ist ein längsgerichteter, meist auch längsaxialer Bau (oder großer Raum); bautypologisch ergibt sich die Form aus den speziell mit einer Richtung, also einem „Ziel“ verbundenen Funktionen (Prozession, Verehrung, Gebet); daher als Bezeichnung üblich für Bauten in sakralem Zusammenhang. Für längsrechteckige Profanbauten, insbesondere der Neuzeit und Moderne ohne spezielle innere Ausrichtung, ist die Übersetzung „Längsbau“ gebräuchlich.
Beispiele:
- antike Basiliken in Rom
- Konstantinbasilika in Trier
- frühchristliche Basiliken in Rom und Ravenna (Ursiana-Basilika).
- Kathedralen der Hochgotik